# Metop-SG
Metop-SG (acronimo di Meteorological Operational Satellites – Seconda Generazione) è una serie di sei satelliti meteorologici sviluppati da EUMETSAT e dall'Agenzia spaziale europea il cui lancio è previsto dal 2025 al 2039.
I satelliti fanno parte del programma EUMETSAT Polar System – Seconda Generazione (EPS-SG) di EUMETSAT per le previsioni meteorologiche e l'osservazione del clima dall'orbita polare, continuazione del programma EUMETSAT Polar System (EPS). Fanno anche parte del programma congiunto Joint Polar System (JPS) tra EUMETSAT e l'agenzia statunitense NOAA.
I satelliti sono di due tipi, denominati rispettivamente Metop-SGA e Metop-SGB, che si differenziano per gli strumenti scientifici a bordo. Sono situati in orbita polare ad un'altitudine di circa 832 km e ciascuno di essi effettua circa 14 orbite al giorno.

## Strumentazione
I satelliti sono dotati di diversi strumenti scientifici. Alcuni di essi sono presenti solo su un tipo di satellite, altri su entrambi.
- IASI-NG (Infrared Atmospheric Sounding Interferometer - New Generation): un interferometro a infrarossi per misurare temperatura, umidità e la presenza di nuvole, gas serra, aerosol e gas in tracce nell'atmosfera terrestre.[7] È installato sui satelliti di tipo A.

- MWS (MicroWave Sounder): un radiometro che fornisce dati sulla temperatura atmosferica e sul vapore acqueo a varie altitudini. È installato sui satelliti di tipo A.

- METImage (Meteorological Imager): un radiometro multispettrale che effettua osservazioni della radiazione emessa dalla Terra nelle frequenze del visibile e dell'ultravioletto. È installato sui satelliti di tipo A.

- 3MI (Multi-viewing, Multi-channel, Multi-polarization Imager): un radiometro ottico il cui obiettivo è fornire immagini di aerosol atmosferici e nuvole per il monitoraggio del clima, le misurazioni della qualità dell'aria e le previsioni meteorologiche. È installato sui satelliti di tipo A.

- Sentinel-5: uno spettrometro operante nella gamma dall'ultravioletto all'infrarosso che fornisce misurazioni sul contenuto di ozono nell'atmosfera e sulla presenza di altri gas in tracce, aerosol e ceneri vulcaniche.[8] Questo strumento fa parte del programma Copernicus[9] ed è installato sui satelliti di tipo A.

- ICI (Ice Cloud Imager): un radiometro per l'osservazione delle nubi contenenti ghiaccio, come i cirri. È installato sui satelliti di tipo B.

- MWI (Microwave Imager): un radiometro che misura precipitazioni, temperatura, nuvolosità, vapore acqueo, ghiaccio marino e copertura nevosa. È installato sui satelliti di tipo B.

- SCA (SCAtterometer): uno scatterometro per determinare la velocità e la direzione dei venti sugli oceani misurando l'increspatura della superficie dell'acqua utilizzando le microonde. È installato sui satelliti di tipo B.

- ACDS-4 (Advanced Data Collection System Argos-4): raccoglie i dati ambientali misurati dai sensori della rete Argos situati sulla Terra, come boe, navi e palloni sonda, e li ritrasmette al centro di controllo Argos.[10] È installato sui satelliti di tipo B.

- RO (Radio Occultation): misura la temperatura e l'umidità atmosferiche analizzando la rifrazione dei segnali dei sistemi di navigazione satellitare attraverso l'atmosfera. È installato su entrambi i tipi di satellite.

## Lanci
| Satellite  | Data del lancio | Sito di lancio           | Lanciatore |
| ---------- | --------------- | ------------------------ | ---------- |
| Metop-SGA1 | 13 agosto 2025  | Centro spaziale guyanese | Ariane 62  |